# Marlon Wayans
Marlon Lamont Wayans (New York, 23 luglio 1972) è un regista, attore e produttore cinematografico statunitense.

## Biografia
Dopo aver studiato all'accademia Fiorello H. LaGuardia High School of Music & Art and Performing Arts di New York (resa famosa dal film Saranno famosi), debutta nel mondo dello spettacolo nel film Scappa, scappa... poi ti prendo! per poi lavorare in televisione nella sitcom The Wayans Bros, insieme al fratello Shawn.
Avrebbe dovuto lavorare nel film Batman - Il ritorno, nel ruolo di Robin, ma alla fine il suo personaggio fu omesso. Ottiene comunque una certa popolarità grazie ai film Scary Movie e Scary Movie 2, nonché Requiem For A Dream con Jared Leto e Jennifer Connelly e Ladykillers con Tom Hanks. I suoi progetti successivi sono quasi tutti autoprodotti, da White Chicks a Quel nano infame, fino a Ghost Movie.

## Vita privata
Wayans ha avuto una relazione con Angela Zackery dal 1992 al 2013 e da lei ha avuto due figli. Ha anche una figlia con la sua ex compagna Brittany Moreland.

## Filmografia

### Cinema
- Scappa, scappa... poi ti prendo! (I'm Gonna Git You Sucka), regia di Keenen Ivory Wayans (1988)
- Detective Shame: indagine a rischio (A Low Down Dirty Shame), regia di Keenen Ivory Wayans (1994)
- Un ragazzo veramente speciale (Don't Be a Menace to South Central While Drinking Your Juice in the Hood), regia di Paris Barclay (1996)
- Un canestro per due (The 6th Man), regia di Randall Miller (1997)
- Effetti collaterali (Senseless), regia di Penelope Spheeris (1998)
- Requiem for a Dream, regia di Darren Aronofsky (2000)
- Scary Movie (Scary Movie), regia di Keenen Ivory Wayans (2000)
- Dungeons & Dragons - Che il gioco abbia inizio (Dungeons & Dragons), regia di Courtney Solomon (2000)
- Scary Movie 2, regia di Keenen Ivory Wayans (2001)
- Ladykillers (The Ladykillers), regia di Joel Coen, Ethan Coen (2004)
- White Chicks, regia di Keenen Ivory Wayans (2004)
- Quel nano infame (Little Man), regia di Keenen Ivory Wayans (2006)
- Norbit, regia di Brian Robbins (2007)
- G.I. Joe - La nascita dei Cobra (G.I. Joe: The Rise of Cobra), regia di Stephen Sommers (2009)
- Dance Flick, regia di Damien Dante Wayans (2009)
- Sansone (Marmaduke), regia di Tom Dey (2010) - voce
- Ghost Movie (A Haunted House), regia di Michael Tiddes (2013)
- Corpi da reato (The Heat), regia di Paul Feig (2013)
- Ghost Movie 2 - Questa volta è guerra (A Haunted House 2), regia di Michael Tiddes (2014)
- Cinquanta sbavature di nero (Fifty Shades of Black), regia di Michael Tiddes (2016)
- Ricomincio da nudo (Naked), regia di Michael Tiddes (2017)
- Sei gemelli (Sextuplets), regia di Micheal Tiddes (2019)
- On the Rocks, regia di Sofia Coppola (2020)
- Respect, regia di Liesl Tommy (2021)
- La maledizione di Bridge Hollow (The Curse of Bridge Hollow), regia di Jeff Wadlow (2022)
- Air - La storia del grande salto (Air), regia di Ben Affleck (2023)

### Televisione
- In Living Color – serie TV, 20 episodi (1992-1993)
- The Wayans Bros. – serie TV, 101 episodi (1995-1999)
- The Parent 'Hood – serie TV, 1 episodio (1996)
- Six Degrees - Sei gradi di separazione (Six Degrees) – serie TV, episodio 1x04 (2006)
- Childrens Hospital – serie TV, episodio 3x03 (2011)
- Legit – serie TV, episodio 1x13 (2013)
- Second Generation Wayans – serie TV, 2 episodi (2013)
- Marlon – serie TV, 20 episodi (2017-2018)
- Sherman's Showcase – serie TV, 1 episodio (2019)
- Bel-Air – serie TV, 1 episodio (2022)

## Doppiatori italiani
Nelle versioni in italiano delle opere in cui ha recitato, Marlon Wayans è stato doppiato da:
- Fabrizio Vidale in Scary Movie, Dungeons & Dragons - Che il gioco abbia inizio, Scary Movie 2, Ladykillers, White Chicks, Quel nano infame, G. I. Joe - La nascita dei Cobra, Ricomincio da nudo
- Nanni Baldini in Effetti collaterali, Ghost Movie, Ghost Movie 2 - Questa volta è guerra, Cinquanta sbavature di nero, Marlon, La maledizione di Bridge Hollow
- Andrea Lavagnino in Corpi da reato, Bel-Air
- Lorenzo Scattorin in Requiem for a Dream
- Fabrizio Manfredi in Un canestro per due
- Niseem Onorato in Norbit
- Roberto Gammino in Sei gemelli
- Gianfranco Miranda in On the Rocks
- Emanuele Ruzza in Air - La storia del grande salto, Him
- Riccardo Scarafoni in Respect

Come doppiatore, è sostituito da:
- Nanni Baldini in Sansone